# Omorashi
Omorashi (おもらし / オモラシ / お漏らし?) es una parafilia de origen japonés, relacionada con la incontinencia urinaria: la palabra japonesa omorashi, que significa «mearse encima», hace referencia a un tipo de fetichismo sexual habitual en productos de entretenimiento hentai y en el porno blando, ya que se diferencia de otras prácticas asociadas a la urolagnia en donde la excitación sexual se obtiene del acto de orinar, aunque también el hecho de obtener placer en el sufrimiento previo y la vergüenza posterior se asocia a las prácticas de dominación y sumisión del sadomasoquismo.
En Japón, una de las variaciones más populares es el omorashi yagai, consistente en orinar en público, mientras omorashi yagai hōnyō implica que el sujeto se desnuda antes de orinar o lo hace al aire libre sin ser visto; otra acepción, omutsu omorashi u oshime omorashi, le añade el uso de pañales. Aunque la prostitución en Japón -entendida como el contacto entre genitales- está prohibida, prácticas como el omorashi están permitidas en los salones de masaje y «clubes de imagen» junto con otras fantasías sexuales: el servicio incluye llevarse la prenda de ropa mojada; incluso se  venden en máquinas expendedoras.
También existe un lubricante artificial con olor a orín, el Nyou Maniac Lotion.
El origen del omorashi —abreviado omo— se sitúa en la popularidad de los concursos televisivos nipones que incluían pruebas de resistencia de la vejiga urinaria, y en el resto del mundo tiene medios dedicados como la revista australiana Wet Set, con fotos de mujeres vestidas pero con la ropa empapada. En 2018, un hilo del web Reddit que preguntaba si era posible tener un mini orgasmo al orinar después de haberse aguantado se hizo viral, con respuestas afirmativas de muchos usuarios; sin embargo, aunque es posible que la orinada estimule los nervios pélvicos y pueda provocar placer, también existe el riesgo de contraer una infección urinaria o que se altere la musculatura de la vejiga.